# Reinhold Amonat
Reinhold Amonat (* 24. November 1926 in Berlin; † 19. Dezember 2010 ebenda) war ein deutscher SPD-Politiker. 

## Ausbildung und Beruf
Reinhold Amonat besuchte 1946 die Journalisten-Fachhochschule an der Humboldt-Universität in Berlin. Nach den Volontariaten im Berliner Rundfunk und im Film-Fachverlag wechselte er nach West-Berlin. Dort war er freier Mitarbeiter und kaufmännischer Angestellter. Von 1976 bis 1980 war er Leiter der Pressestelle im Bezirksamt Kreuzberg.
Amonat war Mitglied des Journalisten-Verbandes Berlin und der Arbeiterwohlfahrt. 

## Familie
Reinhold Amonat war verheiratet und hatte zwei Kinder.

## Politik
Reinhold Amonat trat 1958 der SPD bei. 1975 wurde er in die Bezirksverordnetenversammlung Tempelhof gewählt. Bei der Wahl 1979 wurde er zum Mitglied des Abgeordnetenhauses von Berlin gewählt. In der nächsten Legislaturperiode schied er am 28. September 1984 aus. Sein Nachfolger im Abgeordnetenhaus wurde Hans-Jochen Fröhner.